# شيخ سرخ الدين عليا (مقاطعة غيلانغرب)
شيخ‌سرخ‌الدين عليا (بالفارسية: شیخ‌سرخ‌الدین علیا) هي قرية تقع في منطقة مركزية ريفية في إيران. يقدر عدد سكانها بـ 61 نسمة .